# Adesmia atacamensis
Adesmia atacamensis är en ärtväxtart som beskrevs av Rodolfo Amando Philippi. Adesmia atacamensis ingår i släktet Adesmia och familjen ärtväxter. Inga underarter finns listade i Catalogue of Life.